# 922
Het jaar 922 is het 22e jaar in de 10e eeuw volgens de christelijke jaartelling.

## Gebeurtenissen

### Europa
- 22 juni - De West-Frankische edelen, in opstand tegen koning Karel III ("de Eenvoudige"), kiezen Robert van Bourgondië tot opvolger. Karel wordt afgezet na een regeerperiode van 24 jaar en zoekt zijn toevlucht in Lotharingen.
- 30 juni - Robert I (een broer van voormalig koning Odo I) wordt in Reims tot heerser gekroond van het West-Frankische Rijk.
- Koning Rudolf II van Bourgondië wordt door de Lombardische edelen onder leiding van Adalbert van Ivrea gevraagd om Noord-Italië binnen te vallen. Keizer Berengarius I wordt afgezet en vlucht naar Verona. Rudolf trekt in triomf Pavia binnen en wordt tot koning gekroond van Italië (Regnum Italiae).
- 15 juni - Karel III beloont Dirk I, graaf van West-Frisia, met gebieden in Kennemerland voor zijn steun van zijn opstandige vazallen. Hij ontvangt de kerk van Egmond (huidige Noord-Holland) en de bijbehorende gebieden.
- Aragón houdt op te bestaan als onafhankelijk graafschap en wordt ingelijfd bij het koninkrijk Navarra (Noord-Spanje). Andregoto, een dochter van graaf Galindo II Aznárez, wordt benoemd tot gravin.
- De stad Goslar (huidige Nedersaksen) wordt gesticht door koning Hendrik I ("de Vogelaar"), heerser van het Oost-Frankische Rijk (het latere Heilige Roomse Rijk).

### Religie
- 26 maart - Mansur al-Halladj, een Perzische dichter, wordt in Bagdad in het openbaar geëxecuteerd omdat hij zou hebben geroepen: Ana al-Hakk, Ik ben de Waarheid'.
- De latere Sint-Maternusbasiliek in Walcourt (huidige België) wordt gesticht.

## Geboren
- Koenraad de Rode, hertog van Lotharingen (waarschijnlijke datum)
- Koenraad III, koning van Bourgondië (of 925)
- Liutprand van Cremona, Lombardisch bisschop
- Siegfried I, graaf van Luxemburg (overleden 998)

## Overleden
- 26 maart - Mansur al-Halladj (63), Perzisch dichter
- Galindo II Aznárez, graaf van Aragón (Spanje)